# Усадьба А. Я. Болотовой
Усадьба А. Я. Болотовой — памятник градостроительства и архитектуры в историческом центре Нижнего Новгорода. Усадьба, принадлежавшая купчихе А. Я. Болотовой, включает жилой дом постройки середины XIX века и каменный флигель.  
Главный дом усадьбы выходит на красную линию улицы Пискунова и является неотъемлемым элементом исторической застройки. Усадьба имеет важное архитектурно-художественное значение, как яркий образец кирпичного жилого дома периода классицизма. 

## История
В середине XIX века участок земли на углу современных улиц Пискунова и Ульянова в центре Нижнего Новгорода принадлежал купчихе А. Я. Болотовой. Двухэтажный каменный дом усадьбы на цокольном этаже был построен в середине XIX века и впервые отмечен на фиксационном плане города 1848—1853 годов. Между 1866—1876 годами был возведён новый каменный флигель во дворе усадьбы, в конце XIX века соединённый с главным домом пристроем-вставкой. 
В 1918 году усадьба была национализирована и приспособлена под квартиры. В конце XX века проведён капитальный ремонт, в ходе которого утрачена планировка зданий, заменены перекрытия, утрачены печи, потолочные лепные карнизы, заменена кровля, заложены некоторые окна. В 2000-е — 2010-е годы вокруг усадьбы возвели вплотную несколько современных административных зданий, флигель надстроен и включён в объём офисного центра.              

## Архитектура
Главный дом усадьбы выстроен в духе русского классицизма. Здание кирпичное, двухэтажное с подвалом. Главный фасад первоначально не оштукатурен, за исключением тимпана фронтона, окрашен в два цвета: основной светло-охристый цвет стен и контрастирующий красноватый тон декоративных элементов и цоколя. Композиция фасада симметричная в пять осей света. Разделён междуэтажными и подоконными поясами, венчающим карнизом. Оконные проёмы прямоугольные, обрамлены профилированными наличниками, в уровне второго этажа дополнены прямыми сандриками. В тимпане фронтона помещены два спаренных прямоугольных окна, декорированных профилированными наличниками. Декор остальных фасадов упрощён, без наличников окон первого этажа. 

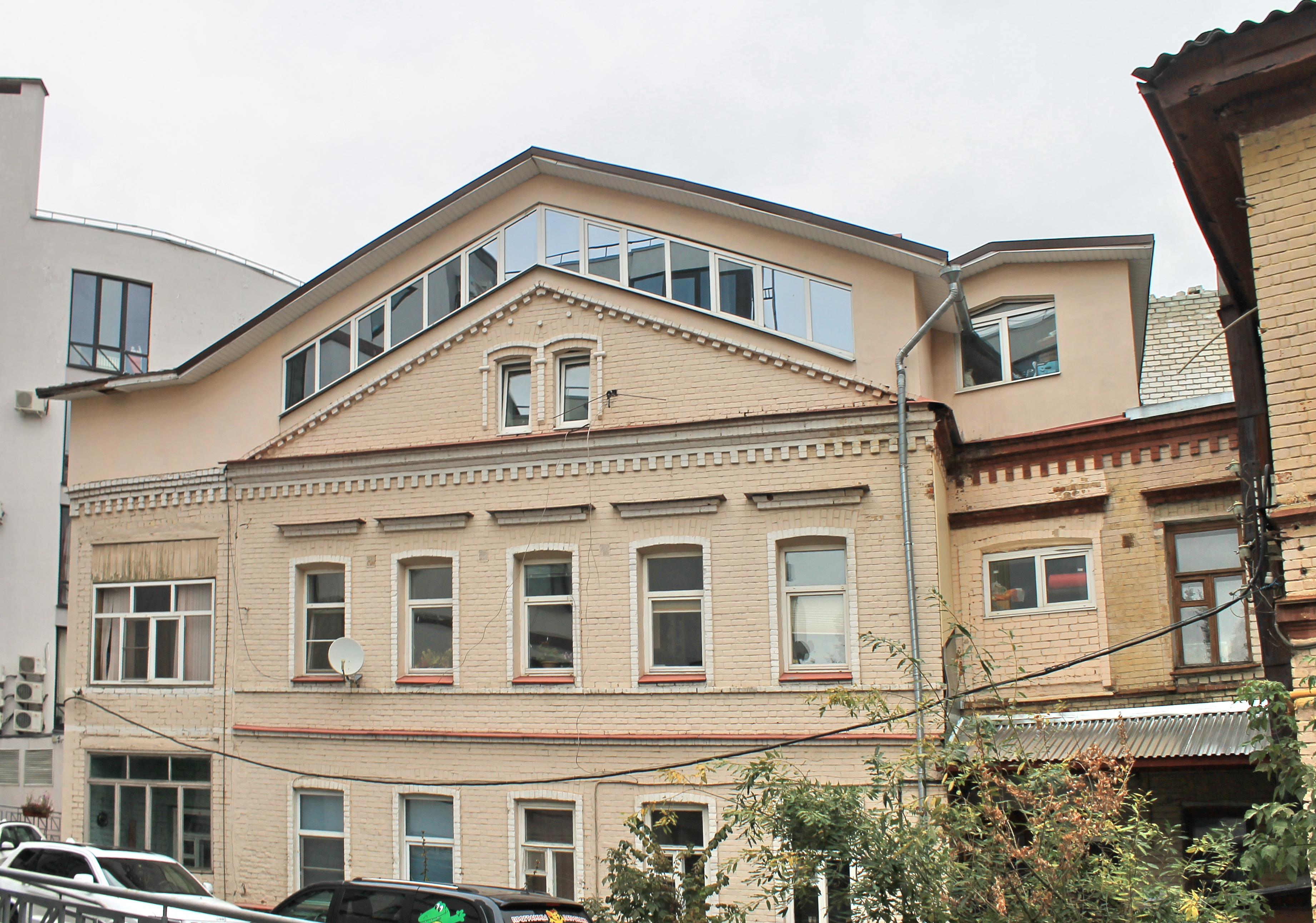
Флигель в современном виде.

Флигель построен в кирпичном стиле. Имеет пять осей света, Завершения оконных проёмов слабые лучковые. Окна обрамлены простыми рамочными наличниками. В уровне второго этажа над окнами устроены сандрики. Фасад расчленён междуэтажными, подоконными поясами, венчающим карнизом, дополненным рядом сухариков, завершён фронтоном, украшенным рядом зубчиков. С северо-восточной стороны к флигелю примыкает современный объём из силикатного кирпича, повторяющий членения фасада. 
более поздняя вставка между зданиями повторяет архитектурное решение флигеля. Фасад не оштукатурен, сильно изменён поздними перестройками. Внутри размещаются отдельные лестничные клетки для главного дома и флигеля.             